# 氏家隆正
氏家 隆正（うじいえ たかまさ、1935年 - ）は、日本の建築家。プランナー。文京建築会会員。

## 経歴
1935年東京都生まれ。1958年、東京教育大学教育学部芸術学科卒業後、早稲田大学第二理工学部建築学科進学、また1959年まで、野生司建築設計事務所勤務。1961年から環境開発センターに在籍。 1962年、早稲田大学卒業。1968年、氏家隆正設計事務所設立、代表に。
主な作品に木村邸、茗荷谷の家、大森センタービル、松阪カントリークラブ・クラブハウス、横浜市立並木小学校、など。